# Vernon Wallace Thomson
Vernon Wallace Thomson (Richland Center, 5 novembre 1905 – Washington, 2 aprile 1988) è stato un politico e avvocato statunitense. Dopo essere stato procuratore generale del Wisconsin, fu il 34º governatore del Wisconsin dal 1957 al 1959. Fu poi membro della Camera dei rappresentanti degli Stati Uniti dal 1961 al 1974.